# دهستان نانونگ
دهستان نانونگ (به لاتین: Nanong Gewog) یک دهستان در کشور بوتان است که در ناحیهٔ پماگاتشل واقع شده‌است.